# لوکاس کراناخ پسر
لوکاس کراناخ پسر (آلمانی: Lucas Cranach the Younger) هنرمند آلمانی دوره رنسانس بود. وی کوچکترین پسر لوکاس کراناخ پدر بود. وی بخاطر نقاشی‌ها و حکاکی‌ها روی چوب خویش شناخته شده‌است.

آثار
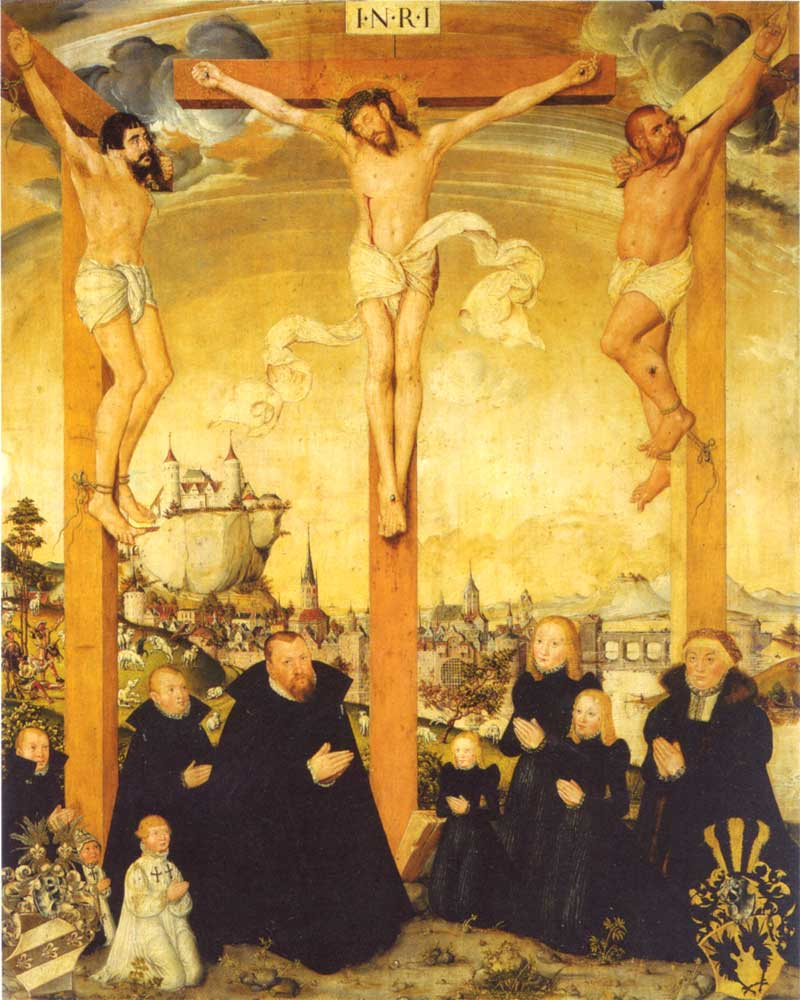
پرتره Georg Cracow و خانواده
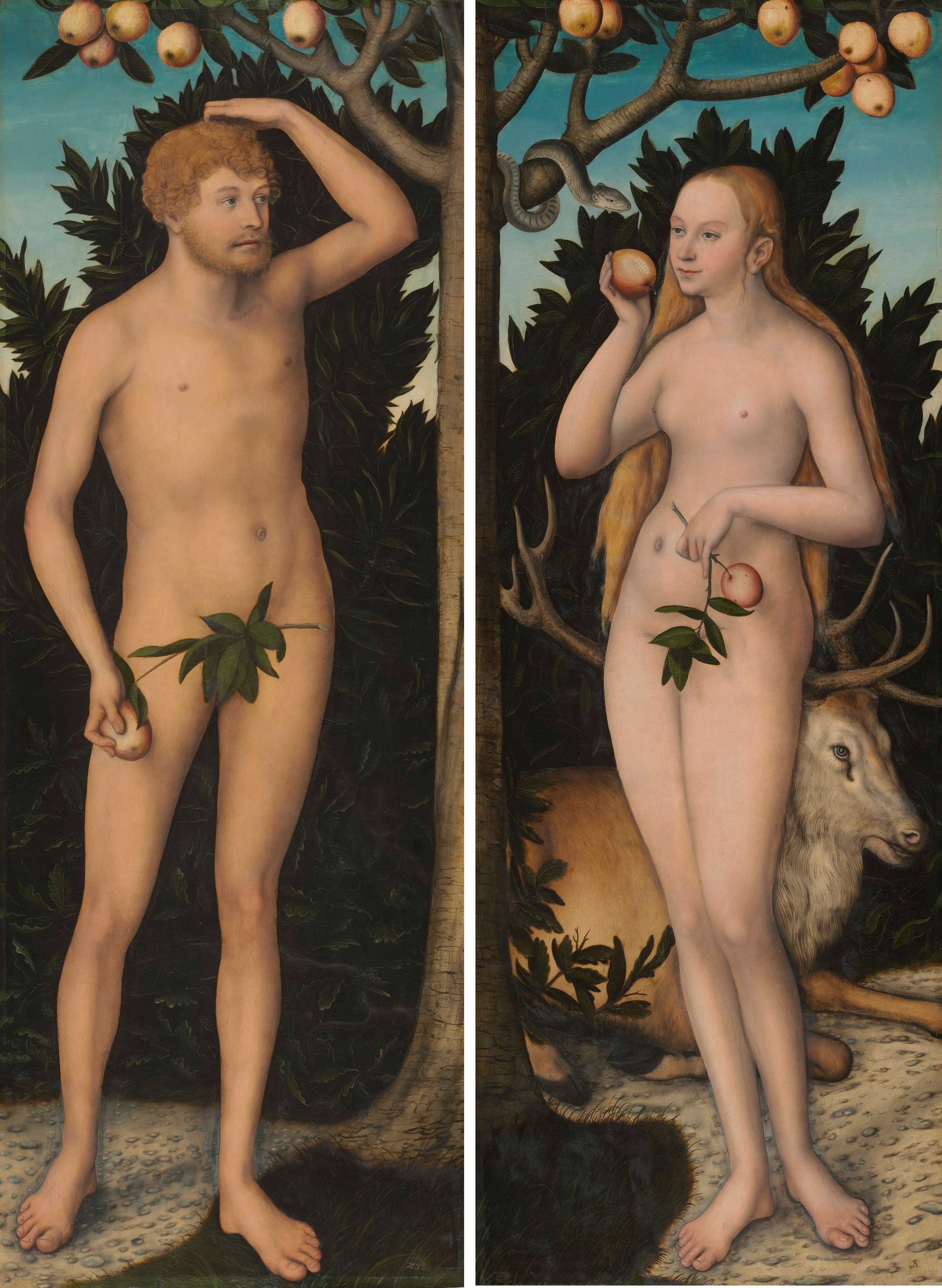
آدام و حوا
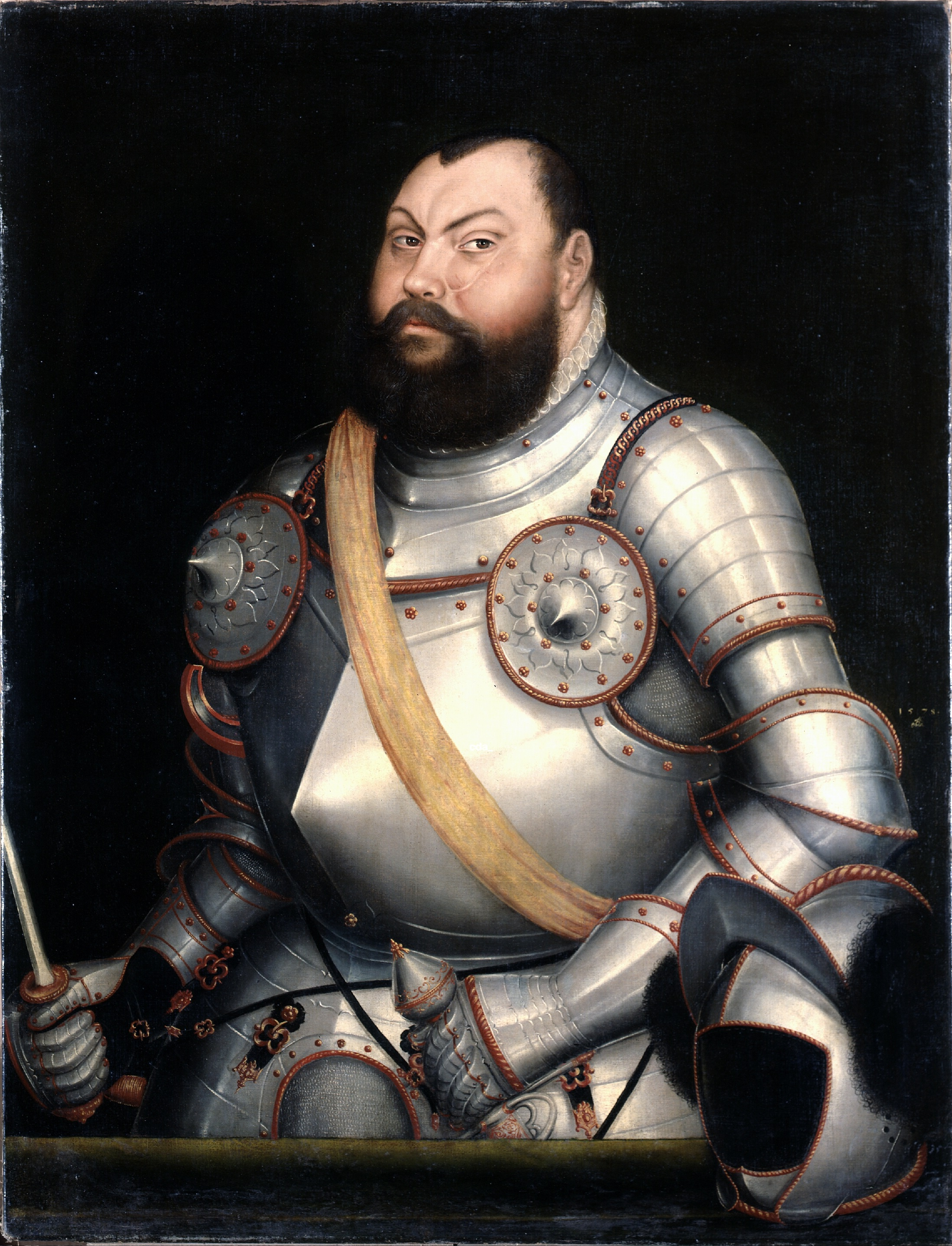
John Frederick I, Elector of Saxony
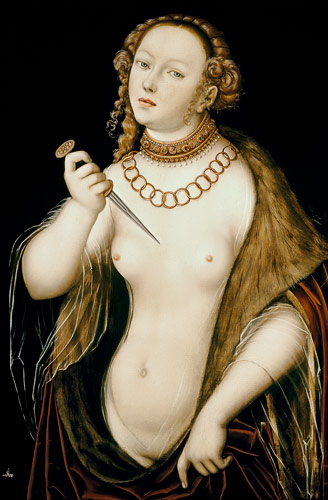
لوکرتیا